# Rival Schools (banda)
Para el videojuego, véase Rival Schools: United by Fate
Rival Schools es una banda de post hardcore de New York. Integrada actualmente por Walter Schreifels en la voz y guitarra, Cache Tolman en el bajo, y Sammy Siegler en Batería.
La banda es un supergrupo hardcore, sus miembros fueron integrantes de bandas de los 80s y los 90s como Gorilla Biscuits (Schreifels), CIV (Siegler), Youth of Today (Schreifels y Siegler) y Iceburn (Tolman).
El nombre de la banda (como también de su primer álbum) del disco viene del videojuego de luchas de Capcom Rival Schools: United by Fate

## Historia
Antes de su primer álbum, lanzaron un EP en conjunto con Onelinedrawing (banda liderado por Jonah Matranga): Rival Schools United by Onelinedrawing.
Su primer largo, Unite by Fate producido por Luke Ebbin (Bon Jovi) se lanzó en agosto de 2001, del disco se extrajeron 2 singles (Used for Glue y Good Things) con sus respectivos videos. Su disco se caracterizó por tener temas bastante accesibles, variados, con una producción casi limpia y tener un sonido bastante propio.
El 2002 Ian Love abandona la banda, y el 2003 la banda con ayuda de Chris Traynor completaron un segundo álbum el que se esperaba para el mismo año, pero nunca se lanzó comercialmente, esas 11 canciones se filtraron por internet y la banda se separó en septiembre de 2003, Walter fue a formar Walking Concert, Love grabó un autotitulado álbum en solitario el 2006, Tolman fue a tocar con Institute, y Siegler se unió a Nightmare For You y aporto baterías en Limp Bizkit. El álbum finalmente se masterizó el 2012 y se lanzó el 2013 titulado Found.
El 2008 se reunieron para unos conciertos, incluyendo en Soundwave in Australia, Rock Am Ring en Alemania, Hove Festival en Noruega, y encabezar el tour del Download Festival en el Reino Unido.
El 16 de noviembre de 2010, la banda lanzó el sencillo Shot After Shot en iTunes del próximo título Pedals que saldría en 2010, finalmente lanzado el 8 de marzo de 2011 por Photo Finish Records, en septiembre del mismo año Ian Love abandona otra vez la banda dejándola como trio.

## Integrantes
- Walter Schreifels (Guitarra, Voz)
- Sam Siegler (Batería)
- Ian Love (Guitarra Líder)
- Cache Tolman (Bajo)

## Discografía
- Unite By Fate (2001) Island Records
- Pedals (2011) Photo Finish Records
- Found (2013) Photo Finish Records

Singles
- Used For Glue
- Good Things
- Shot After Shot